# Better Off Alone
«Better Off Alone» es una canción de la agrupación neerlandesa de eurodance Alice DeeJay, lanzada como su primer sencillo en el año 1999, incluido en su álbum debut Who Needs Guitars Anyway? editado en el 2000.

## Contenido
"Do you think you're better off alone?" (¿crees que es mejor estar solo?) es la frase inicial de la canción compuesta por Sebastiaan Molijn (DJ Pronti), uno de los miembros de los productores neerlandeses Pronti & Kalmani, luego de que su amante lo dejara.
La segunda frase de la canción, "Talk to me" fue extraído de la exitosa canción de Eurythmics, "Here Comes the Rain Again".
La canción originalmente fue destinado a ser un track instrumental, pero la vocalista Judith Pronk fue convocada para ponerle voces a la canción, debido a que DJ Jurgen, quien estuvo involucrado en el proyecto, deseaba permanecer como un DJ underground.

## Listado de canciones
| Archivo AAC x 8 |                                                         |          |  |
| N.º             | Título                                                  | Duración |  |
| 1.              | «Better Off Alone» (Hitradio Mix)                       | 3:38     |  |
| 2.              | «Better Off Alone» (Vocal Club Mix)                     | 6:52     |  |
| 3.              | «Better Off Alone» (Signum Remix)                       | 7:49     |  |
| 4.              | «Better Off Alone» (DJ Jam X & De Leon's Dumonde Remix) | 6:44     |  |
| 5.              | «Better Off Alone» (Pronti & Kalmani Vocal Remix)       | 7:04     |  |
| 6.              | «Better Off Alone» (Pronti & Kalmani Club Dub)          | 6:46     |  |
| 7.              | «Better Off Alone» (Mark Van Dale With Enrico Remix)    | 9:27     |  |
| 8.              | «Better Off Alone» (Instrumental Mix)                   | 6:39     |  |

| Descarga digital - (Better Off Alone 2011 – Laidback Luke Remixes) |                                                             |          |  |
| N.º                                                                | Título                                                      | Duración |  |
| 1.                                                                 | «Better Off Alone» (Laidback Luke Hit Radio Remix)          | 2:46     |  |
| 2.                                                                 | «Better Off Alone» (Laidback Luke Dance Radio Remix)        | 3:16     |  |
| 3.                                                                 | «Better Off Alone» (Laidback Luke Full Length Remix)        | 5:03     |  |
| 4.                                                                 | «Better Off Alone» (Remastered 1999 Original Hit Radio Mix) | 3:35     |  |
| 5.                                                                 | «Better Off Alone» (Remastered 1999 Original Mix)           | 6:51     |  |

## Posicionamiento en listas
| Lista (1999–2001)                     | Mejor posición |
| ------------------------------------- | -------------- |
| Alemania (Offizielle Deutsche Charts) | 32             |
| Australia (ARIA)                      | 4              |
| Canadá (RPM Top Singles)              | 19             |
| Estados Unidos (Billboard Hot 100)    | 27             |
| Estados Unidos (Hot Dance Club Songs) | 3              |
| Estados Unidos (Mainstream Top 40)    | 20             |
| Estados Unidos (Dance Singles Sales)  | 16             |
| Finlandia (OFC)                       | 16             |
| Francia (SNEP)                        | 6              |
| Irlanda (IRMA)                        | 3              |
| Italia (FIMI)                         | 17             |
| Noruega (VG-lista)                    | 3              |
| Nueva Zelanda (Recorded Music NZ)     | 11             |
| Países Bajos (Dutch Top 40)           | 9              |
| Reino Unido (UK Singles Chart)        | 2              |
| Reino Unido (UK Dance Chart)          | 1              |
| Suecia (Sverigetopplistan)            | 5              |
| Suiza (Schweizer Hitparade)           | 28             |

| Listas (1999)                    | Posición |
| -------------------------------- | -------- |
| Bélgica (Ultratop 50 Flanders)   | 75       |
| Europa (Eurochart Hot 100)       | 40       |
| Francia (SNEP)                   | 51       |
| Países Bajos (Dutch Top 40)      | 24       |
| Países Bajos (Single Top 100)    | 36       |
| Reino Unido (UK Singles)         | 12       |
| Reino Unido (Airplay Music Week) | 33       |
| Reino Unido (Pop Music Week)     | 2        |
| Rumania (Romanian Top 100)       | 84       |
| Suecia (Sverigetopplistan)       | 44       |

| Listas (2000)                      | Posición |
| ---------------------------------- | -------- |
| Australia (ARIA)                   | 88       |
| Estados Unidos (Billboard Hot 100) | 88       |
| Estados Unidos (Mainstream Top 40) | 61       |
| Estados Unidos (Rhythmic Top 40)   | 35       |

| Listas (2001)              | Posición |
| -------------------------- | -------- |
| Canadá (Nielsen SoundScan) | 143      |

## Versiones
- En 2001, la banda estadounidense Weezer versionó la canción durante las sesiones del álbum Maladroit.
- En 2007, la banda de rock oriunda de New Jersey Paulson lanzó su versión rock de la canción en su EP Calling on You.[37]
- En enero de 2008, el rapero Wiz Khalifa sampleó la parte instrumental de la canción en su sencillo "Say Yeah".[38]
- El proyecto musical de electrónica/soul The Secret Handshake grabó una versión de la canción incluida como bonus track en su álbum del 2009, My Name Up in Lights.
- La agrupación mexicana Machine Control incluye en su álbum Smash the Machine un remix con estilo full on en el año 2010.
- Los músicos de Hardstyle, Neilio and Sound Rusherz lanzaron su versión en julio de 2011.[39]
- La banda estadounidense de witch house Salem lanzaron su versión de la canción en 2011.[40]
- En 2012, David Guetta realizó un sampleo de "Better Off Alone" en su canción "Play Hard". Contiene la colaboración de Ne-Yo y Akon, y fue incluido en la reedición de Nothing but the Beat llamada Nothing but the Beat 2.0.[41]
- Para el 2013 el Italiano DJ Azzurro crea su propia versión: (bajo Cuore Mix) Añadiendo nuevas letras al tema convirtiéndola así al estilo Vocal Dance. Por lo que en esta versión no sólo es escuchado el típico "Do You Think You're Better Off Alone?" y "Talk To Me", sino la misma se puede ver y escuchar en la plataforma de YouTube.
- A fines del 2017, el productor holandés Janieck utilizó el sample para uno de sus más grandes éxitos "Does it Matter?" Combinando la esencia original "Better Off Alone", sólo que esta vez involucrando a su propio estilo.
- En 2023, las cantantes Kim Petras y Nicki Minaj realizaron también el sample de la instrumental de "Better Off Alone" en su canción "Alone" que hizo parte del álbum debut de la cantante Kim Petras "Feed The Beast".